# Iuliu Baratky
Iuliu Baratky oder – ungarisch – Gyula Barátky (* 14. Mai 1910 in Nagyvárad, Österreich-Ungarn (heute Oradea, Rumänien); † 14. April 1962 in Bukarest) war ein ungarischer und rumänischer Fußballspieler und Fußballtrainer. Er absolvierte insgesamt 155 Spiele in der Divizia A. Außerdem nahm er an der Fußball-Weltmeisterschaft 1934 und der Fußball-Weltmeisterschaft 1938 teil.

## Spielerkarriere

### Verein
Iuliu Baratky begann seine Karriere in seiner Heimatstadt Oradea nahe der Grenze zu Ungarn. Im Jahr 1930 wechselte er, da er die ungarische Staatsbürgerschaft besaß, zu MTK Hungária Budapest ins Nachbarland. Nachdem mittlerweile die rumänische Profiliga Divizia A gegründet worden war, kehrte er 1933 nach Rumänien zurück und schloss sich Crișana Oradea an. Außerdem nahm er die rumänische Staatsbürgerschaft an, um für die rumänische Nationalmannschaft spielen zu können. Nach drei Jahren bei Crișana bot sich im 1936 die Gelegenheit, zum rumänischen Spitzenklub CFR Bukarest, später Rapid Bukarest, zu wechseln. Hier gewann er vier Mal den rumänischen Pokal, ehe die Meisterschaft durch den Ausbruch des Zweiten Weltkrieges gestoppt wurde.
Nach dem Zweiten Weltkrieg trat er erneut für seine Heimatstadt Oradea an, kam aber kaum noch zum Einsatz, da er auch als Spielertrainer des Vereins agierte. Im Jahr 1948 beendete Baratky seine Karriere.

### Nationalmannschaft
Baratky trat zunächst unter dem Namen Gyula Barátky für die ungarische Fußballnationalmannschaft an und kam dort zu 9 Einsätzen. Nach seinem Wechsel zurück nach Rumänien im Jahr 1933 spielte er für die rumänische Fußballnationalmannschaft, wo er 20 Mal eingesetzt wurde. Sein Debüt für Rumänien feierte am 29. Oktober 1933 gegen die Schweiz. Da er für diese Partie noch nicht spielberechtigt war, wurde das Spiel mit 2:0 Toren und 2:0 Punkten für die Schweiz gewertet.
Baratky nahm an der Fußball-Weltmeisterschaft 1934 in Italien und der Fußball-Weltmeisterschaft 1938 in Frankreich teil, wo er zweimal eingesetzt wurde.

## Trainerkarriere
Schon gegen Ende seiner aktiven Laufbahn war Baratky zunächst als Spielertrainer von Libertatea Oradea, dann von RATA Târgu Mureș tätig, ehe er sich ab 1948 ganz auf die Aufgabe an der Seitenlinie konzentrierte. Im Herbst betreute er neben seiner Arbeit für RATA auch die rumänische Fußballnationalmannschaft während des später abgebrochenen Balkan-Cups 1948. Später übernahm er zweimal den Posten des Cheftrainers von Dinamo Bukarest und gewann im Jahr 1959 den rumänischen Pokal, zwischenzeitlich hatte er im Frühjahr 1954 Progresul Oradea trainiert.

## Erfolge

### Als Spieler
- WM-Teilnehmer: 1934, 1938
- Rumänischer Meister: 1944 (inoffiziell)
- Rumänischer Pokalsieger: 1936/37, 1938/39, 1939/40, 1940/41

### Als Trainer
- Rumänischer Pokalsieger: 1958/59

## Sonstiges
Der rumänische Sport-Schriftsteller Ioan Chirilă bedachte Baratky in seinen Werken Finala se joacă azi (Das Finale findet heute statt) und Glasul roților de tren (Stimme der Eisenbahnräder) mit der Hauptrolle.